# Бонкув-Дольни
Бонкув-Дольни (пол. Bąków Dolny) — село в Польщі, у гміні Здуни Ловицького повіту Лодзинського воєводства.
Населення — 338 осіб (2011).

## Демографія
Демографічна структура станом на 31 березня 2011 року:
|          | Загалом | Допрацездатний вік | Працездатний вік | Постпрацездатний вік |
| -------- | ------- | ------------------ | ---------------- | -------------------- |
| Чоловіки | 168     | 29                 | 106              | 33                   |
| Жінки    | 170     | 29                 | 83               | 58                   |
| Разом    | 338     | 58                 | 189              | 91                   |